# ピエール・ド・クーベルタン

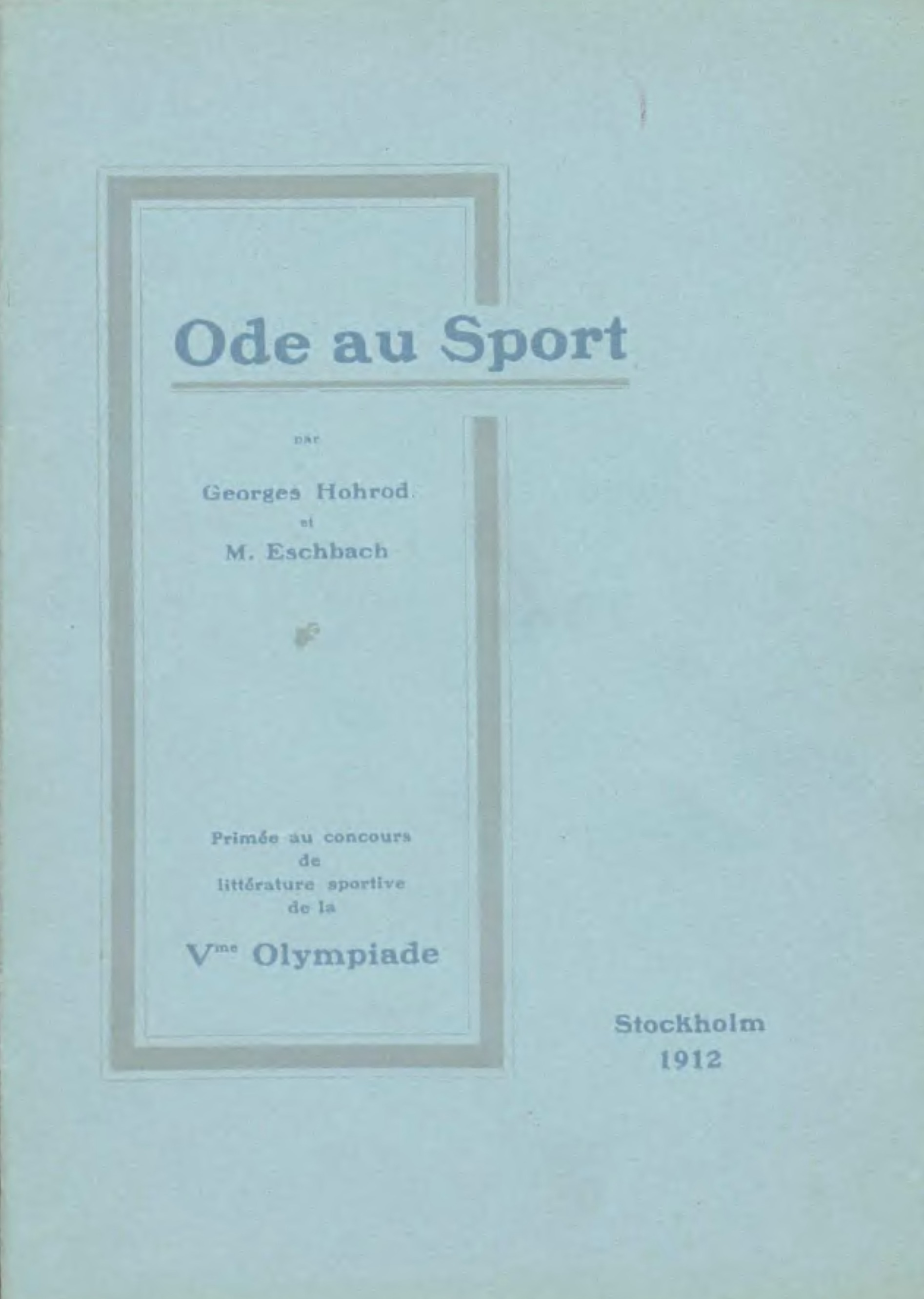
1912年ストックホルムオリンピックの芸術競技文学部門で金賞となった『Ode au Sport』の表紙

クーベルタン男爵ピエール・ド・フレディ（フランス語: Pierre de Frédy, baron de Coubertin, 1863年1月1日 - 1937年9月2日）は、フランスの教育者であり、古代オリンピックを復興させ近代オリンピックの基礎を築いた創立者である。一般にピエール・ド・クーベルタン男爵と呼ばれる。

## 人物
フレディ (Fredy) 家は元はイタリアから来た家系にあたる。パリ7区のフォーブール・サンジェルマン西側界隈ウディノ通り (Rue Oudinot) 20番地で生まれ育ち、イエズス会系の学校に通った。英国パブリックスクールの教育に興味を持ち、ワーテルローの戦いでイギリスがフランスに勝ったのは、パブリックスクールの心身ともに鍛える教育の成果との記述を残している。

### 近代オリンピックの父
歴史書のオリュンピアの祭典の記述に感銘を受け、「ルネッサンス・オリンピック」の演説の中で近代オリンピックを提唱した。賛同者によって国際オリンピック委員会（仏: CIO、英: IOC）が設立され、1896年のアテネオリンピックの開催へとつながった。
1912年第5回ストックホルム大会の芸術競技で、自らは金メダルを獲得していると言われ、この時彼は「ホーロット&エッシェンバッハ」という筆名を使い芸術競技文学部門に参加して優勝したと言われ、この時の出品作品はフランス語で「オド・オ・スポール（Ode au Sport、日本語で『スポーツ賛歌』）」とされる。ただし、これが本当にクーベルタン本人の作品なのかは確証がなく実際は今も不明のままとなっている。
また、彼の考案・提唱によって近代五種競技が1912年のストックホルムオリンピックから種目に採用された。

### 役職
国際オリンピック委員会事務局長、第2代国際オリンピック委員会会長などを務め、近代オリンピックのシンボルである五輪のマークも考案した。クーベルタンは、1914年6月17日、パリで開催されたオリンピック会議で五輪マークと旗を提示し、それらはIOCによって正式に採用された。
クーベルタン男爵を始めとして、国際オリンピック委員会の設立時のメンバーであったアンプティル男爵、及び、初代イギリスオリンピック委員会会長のデスボロー男爵は、フリーメイソンリーの会員である。

### 発言
「オリンピックは、勝つことではなく参加することにこそ意義がある」（フランス語: L'important, c'est de participer、直訳：重要なのは、参加することである）の言葉が有名だが、実はこの言葉は彼の考え出したものではない。この言葉は聖公会のペンシルベニア大主教であるエセルバート・タルボット（Ethelbert Talbot）が1908年のロンドンオリンピックの際にアメリカの選手たちに対して語った言葉である。
1908年のロンドン大会が開催された当時、アメリカとイギリスは犬猿の仲となっており、アメリカの選手団はロンドンに来てから色々な嫌がらせを受けた。それで気の滅入ってしまったアメリカ選手団が気分転換にセント・ポール大聖堂の聖餐式に出かけたところ、この大聖堂で説教を受けて、大いに勇気づけられた。この時の出来事とセリフが伝わり感銘を受けたクーベルタン男爵が、各国のオリンピック関係者を招いての晩餐会の席上でのスピーチで引用して演説したところ、たちまちこのセリフが“クーベルタン男爵の演説”として有名になり世界に広まってしまった、というのが真相である。しかし、クーベルタン男爵は実際に本人が考え出したセリフとしてその席で以下のように語った。
そのほかにも以下の言葉を残している。

### 遺書
オリンピック発祥の地に自らの心臓を埋葬するようにと遺書に書き、亡くなった後の1938年3月にギリシャのオリンピアで埋葬式が行われ遺書の通り心臓が埋葬された。

## 批判
クーベルタンは女性のスポーツや女性スポーツの世界大会に反対しており、「非現実的で、面白くもない。不格好であり、不適切だといっても過言ではない」と述べていた。また、女性がスポーツの競技大会に出場することに賛成せず、女性がスポーツを行うことによって見せ物になり注目を集めるべきではないとも語り、オリンピックにおける女性の役割は、勝者へ栄冠を与えることであるべきだと述べていた。
フランスの五輪アカデミー会長からは、女性参加に対するクーベルタン男爵の視点への社会的批判が、近代五輪の発祥地であるフランスの五輪教育で、男爵を取り上げにくいという状況を生んでいると指摘されている。
クーベルタンはナチスドイツのアドルフ・ヒトラーによってプロパガンダとして利用されたベルリンオリンピックを称賛している。またこの発言について、トーマス・バッハは擁護しており、2024年6月に行われたソルボンヌ大学で行われた式典にて、全ての人間は、その時代背景においてのみ評価される権利があり、また、彼の遺産を未来に引き継ぐことを誇りに思えるとコメントしている。
2024年パリオリンピック開催期間中に新宿アルタ前で行われたデモにて、デモの参加者から、五輪を支えるイデオロギーは、クーベルタンの能力主義、人種主義、競争主義、性差別主義、国家主義、エリート主義であると指摘・批判されている。

## 顕彰
※1922年のノーベル平和賞の候補に挙がった事もあった。

## 関連作品
- いだてん〜東京オリムピック噺〜（演：ニコラ・ルンブレラス）